# فريدريك ابيرلن
فريدريك جورج ابيرلن (بالإنجليزية: Frederick Abberline) (8 يناير 1843 - 10 ديسمبر 1929) كان كبير مفتشي شرطة العاصمة لندن وكان شخصية بارزة في الشرطة في التحقيق في جرائم القتل التي إرتكبها جاك السفاح لعام 1888.

## روابط خارجية
- نبذة مختصرة من كتيب جاك السفاح
- رسالة موضوع المجلس مناقشة المشروع الخطير ابيرلن
- فريدريك ابيرلن في قاعدة بيانات الأفلام على الإنترنت